# 荷姆茲四世

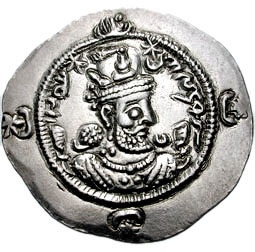
一枚鑄造於伊斯法罕的德拉克馬，上刻有荷姆茲四世的肖像

荷姆茲四世是波斯萨珊王朝的君主，統治期間為公元579年－590年，他是霍斯劳一世的兒子兼繼承者，其生母則為一名可萨人公主。
在荷姆茲四世統治期間，他大肆殺戮國內的高階貴族和祆教祭司，同時極力支持德坎階層。王朝於他的治理下戰爭不斷，在西方，他與拜占庭帝國進行了一場陷入泥淖的漫長戰爭，這場戰爭遠自其父霍斯勞一世的統治年代便已開始。同時在帝國東疆，將軍巴赫拉姆·楚賓於第一次波斯-突厥戰爭中成功遏制並擊敗了西突厥汗國。除此之外，荷姆茲四世在與高加索伊比利亞王國貴族交涉並贏取他們的支持後，順利併吞伊比利亞柯斯洛伊德王朝的領土。
由於嫉妒巴赫拉姆·楚賓在東部戰場獲得的成功，荷姆茲四世羞辱了巴赫拉姆·楚賓並將他解職，被激怒的巴赫拉姆·楚賓為此興兵反抗，直接導致589年－591年薩珊內戰的爆發。於內戰期間，對荷姆茲四世心懷不滿的兩名貴族維斯塔姆和溫杜伊，廢黜並刺瞎了荷姆茲四世，擁立其子霍斯劳二世為王朝的新沙阿，隨後殺害了荷姆茲四世。
在宗教政策上，荷姆茲四世以其寬容著稱，他拒絕了祆教祭司迫害基督徒的建議。由於荷姆茲四世大力打壓貴族與祭司階層的緣故，在當時的文獻中，普遍將他記載為一名專橫的君主。不過現代史學家對荷姆茲四世的評價較為溫和，認為他仍不失為一名出色的統治者，儘管野心過大，但依舊努力延續他父親霍斯勞一世的政策。